# Cristina Trivulzio di Belgiojoso
Cristina Trivulzio di Belgiojoso, o Belgioioso (Milano, 28 giugno 1808 – Milano, 5 luglio 1871), è stata una nobildonna, patriota, giornalista e scrittrice italiana che partecipò attivamente al Risorgimento. Fu editrice di giornali rivoluzionari, e molte sue opere sono incentrate sugli anni della prima guerra d'indipendenza.
I suoi nomi di battesimo furono: Maria Cristina Beatrice Teresa Barbara Leopolda Clotilde Melchiora Camilla Giulia Margherita Laura.

## Biografia

### Infanzia e giovinezza

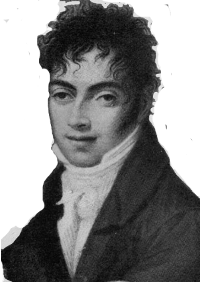
Il padre, Gerolamo Trivulzio

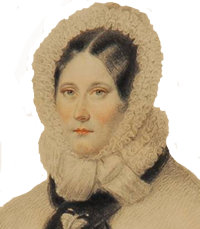
La madre, Vittoria Gherardini

Cristina, figlia di Gerolamo Trivulzio (1778-1812, figlio terzogenito di Giorgio Teodoro Trivulzio, IV marchese di Sesto Ulteriano e discendente di una delle famiglie storiche dell'aristocrazia milanese e del celebre Gian Giacomo Trivulzio) e di Vittoria dei marchesi Gherardini (1790-1836), nacque alle dieci e tre quarti del mattino, il 28 giugno 1808 nel palazzo di famiglia. L'atto di battesimo venne registrato nella parrocchia della chiesa di Sant'Alessandro: nel documento figura come Cristina Trivulzi. Diverse furono le varianti usate per il suo cognome, da Trivulzi a Triulzi o Triulzio, e lei stessa, fanciulla, si firmava Cristina Trivulzia. Dopo la sua morte si imporrà la versione Trivulzio.
Cristina rimase orfana di padre a quattro anni. La madre si risposò un anno dopo con Alessandro Visconti d'Aragona (Milano 10 agosto 1788 - gennaio 1851) ed ebbe un figlio maschio e tre altre figlie femmine: Alberto (1814 - 8 agosto 1895), Teresa (1815 - 3 luglio 1884), Virginia (15 novembre 1818 -29 settembre 1888) e Giulia Valentina (m. 1898).
Dell'infanzia di Cristina non si sa molto. Le poche informazioni che si hanno sono tratte da una lettera del 1842 in cui lei si descrive alla sua amica Ernesta Bisi, contraddicendo un frenologo che pretendeva di conoscere le persone solamente dalla forma del loro corpo, e credeva che la Trivulzio fosse stata, nell'infanzia, vivace ed estroversa: «Ero una bambina melanconica, seria, introversa, tranquilla, talmente timida che mi accadeva spesso di scoppiare in singhiozzi nel salotto di mia madre perché credevo di accorgermi che mi stavano guardando o che volevano farmi parlare».
Ernesta Bisi era la sua maestra di disegno. A quel tempo si usava insegnare alle giovinette di nobile famiglia il canto, il disegno e altre forme d'arte. Nonostante la differenza d'età, rimasero grandi amiche per tutta la vita e la Bisi sarà depositaria delle confidenze più intime della Belgiojoso. Ernesta la introdurrà qualche anno più tardi nel mondo della cospirazione carbonara.
L'infanzia di Cristina non fu felice: dopo aver perduto il padre, subì un altro dolore, perché Alessandro Visconti fu arrestato nel 1821 con l'accusa di aver partecipato ai moti carbonari. Tramite l'amicizia con Federico Confalonieri, Visconti, di idee liberali, era entrato in contatto con la carboneria, e quando i moti fallirono uno dei congiurati, Gaetano De Castillia, lo denunciò come «federato». Appreso che erano iniziate le perquisizioni nelle case dei sospetti, la madre di Cristina bruciò tutte le carte del marito, senza però impedire che venisse tenuto recluso in attesa di processo e infine rimesso in piena libertà il 20 gennaio 1824. Ne uscì distrutto a livello fisico e soprattutto nervoso, senza più riuscire a riprendersi. Per la ragazza, appena tredicenne, fu come restare orfana di padre per la seconda volta. Vittoria non tardò a trovare nel siciliano conte di Sant'Antonio il suo nuovo uomo.

### Matrimonio

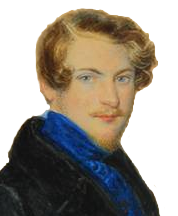
Emilio Barbiano di Belgiojoso

Appena sedicenne, Cristina sposò il giovane ed avvenente principe Emilio Barbiano di Belgioioso, nonostante molti avessero cercato di dissuaderla, conoscendo le abitudini libertine di Emilio. Invitati di rango si affollarono nella Chiesa di San Fedele a Milano, il 24 settembre 1824. La più ricca ereditiera d'Italia vantava una dote di 400 000 lire austriache.
La mattina stessa delle nozze Cristina ricevette in dono dal conte Ferdinando Crivelli un epitalamio dal contenuto insolito, in cui, con rimandi anche testuali al Don Giovanni di Lorenzo Da Ponte, si profetizzava l'infelice destino del rapporto:

### Contatti con la carboneria
L'unione non durò molto. Il principe non era certo fatto per la vita coniugale, e nei rapporti con le donne veniva attratto fondamentalmente dal piacere e dal divertimento. Cristina, dal canto suo, cominciava già a mostrare i segni dell'epilessia che la tormenterà per tutta la vita. Il male non si traduceva solo in periodiche crisi, ma aveva il potere di agire sul suo comportamento, inibendone, tra l'altro, il desiderio sessuale. Negli anni del matrimonio Emilio intrattenne una relazione con Paola Ruga, una signora della buona società milanese. Fu proprio il rapporto con la Ruga, che era oltretutto un'amica di Cristina, a risvegliare nella principessa quel senso di dignità che la portò alla rottura del legame coniugale. In una lettera del 14 novembre 1828 inviata alla Bisi leggiamo: «Credetti dovere al mio decoro, ed al mio titolo di moglie di non acconsentire formalmente alla continuazione delle sue relazioni con la Ruga».
Ufficialmente non divorziarono mai, ma si separarono di fatto nel 1828, rimanendo poi in rapporti più o meno cordiali e tentando qualche volta un riavvicinamento.
Alla fine degli anni venti Cristina si avvicinò alle persone più coinvolte con i movimenti per la liberazione. Gli austriaci, che dominavano la Lombardia dal 1815, e specialmente il capo della polizia Torresani, iniziarono la loro opera di spionaggio che durò fino all'unità d'Italia. La fama, la posizione sociale e la scaltrezza salvarono più volte la Belgiojoso dall'arresto. Gli austriaci non volevano dare l'idea di infierire contro le élite sociali e culturali milanesi, e chiudevano quindi un occhio sulle sue frequentazioni. Non va inoltre dimenticato che il nonno materno di Cristina, il Marchese Maurizio dei Gherardini, fu Gran Ciambellano dell'Imperatore d'Austria e poi, fino alla sua morte, anche Ministro Plenipotenziario d'Austria presso il Regno Sabaudo. Un arresto della nipote avrebbe causato uno scandalo dagli sviluppi imprevedibili.
Molti anni dopo, Cristina illustrerà così la situazione che si era determinata nella prima parte del secolo: «[Delle libertà politiche e civili] gli italiani avevano sperimentato soltanto la speranza. Soltanto il diritto di parlarne era stato fin qui garantito, per cui quando i dominatori austriaci e borbonici proscrissero la parola magica e si rivelarono per quei tiranni incurabili che sono, furono e sempre saranno, gli italiani sentirono, forse per la prima volta, il peso intollerabile delle catene, le maledirono e si prepararono ai sacrifici più nobili pur di spezzarle».
La principessa voleva però lasciare Milano: il coraggio che aveva manifestato nel separarsi le costava i pettegolezzi della società dell'epoca. Per questo si rifugiò nella tenuta materna di Affori. L'intenzione era quella di procurarsi un passaporto per raggiungere Genova. Sapendo che il Torresani lo avrebbe sicuramente negato, si rivolse al governatore Strassoldo, che rilasciò il documento il 28 novembre 1828. Il 1º dicembre Cristina partiva per Genova, arrivandovi due giorni dopo.
In questa città la donna ricevette un'accoglienza calorosa, venendo invitata in numerosi salotti cittadini, in particolare in quello della marchesa Teresa Doria, fervente patriota. Teresa le presentò Barnaba Borlasca, notaio che sarà di grande aiuto alla principessa quando, due anni più tardi, Cristina verrà braccata dalla polizia austriaca. La salute non migliorava, ed era anzi costretta a letto la maggior parte del tempo, ma la consolazione di essere immersa in una società nuova e di essersi liberata dai pregiudizi faceva sì che la giovane si sentisse rinfrancata, come si può evincere dalla corrispondenza con Ernesta Bisi.
I primi sospetti sull'attività rivoluzionaria della Trivulzio maturarono proprio in questo periodo, per quanto la principessa, come si è detto, passasse molte ore in preda all'infermità fisica. In realtà, la conoscenza superficiale che la legava a Bianca Milesi Mojon, animatrice di un celebre salotto genovese e personaggio noto alla polizia austriaca per aver preso parte ai moti milanesi del 1820-21, forniva un motivo sufficiente per destare allarme tra le file dei governanti.

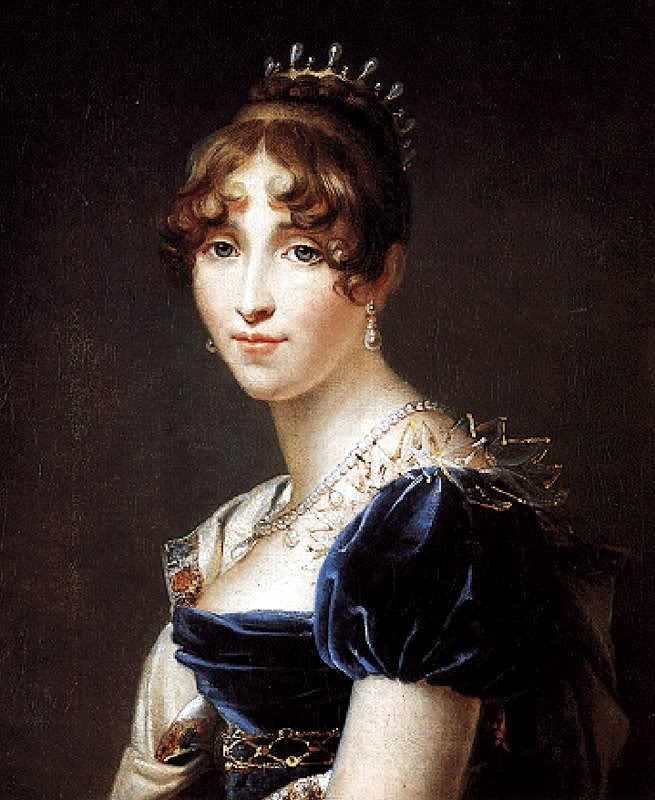
F. Gérard: Ortensia di Beauharnais

Il 1829 fu speso in viaggi nelle maggiori città italiane: Roma, Napoli e Firenze. Nell'Urbe giunse ad aprile, rimanendone affascinata a tal punto da raccontare alla Bisi che «la città, i suoi abitanti, non hanno l'eguale. A Roma nessuno è semi-colto; qui la storia locale è storia universale». Entrò subito nell'entourage di Ortensia di Beauharnais, ed è probabilmente in questo frangente che aderì alla carboneria. Il salotto della madre di Luigi Napoleone, il futuro Napoleone III, costituiva il quartier generale dell'attività carbonara romana. Cristina conobbe anche il figlio di Ortensia, riponendo in lui grandi speranze. A Roma ebbe rapporti con la contessa patriota Teresa Gamba Guiccioli e con la scrittrice francese Hortense Allart.

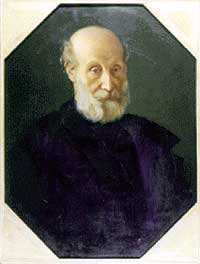
Gian Pietro Vieusseux

Dopo un breve soggiorno napoletano, consacrato a cure per la salute sempre cagionevole, risalì la penisola, fermandosi a Firenze. In questa città strinse amicizia con il fondatore dell'Antologia, Gian Pietro Vieusseux, e fu accolta con grande calore. Firenze viveva allora un periodo di spensieratezza e vivacità culturale. Leopoldo II godeva di indipendenza politica: il suo territorio era pertanto per tutti un porto franco, dove gli esuli potevano trovare ospitalità al riparo dalle spie austriache, le quali potevano soltanto informare Milano o Vienna. Il Gabinetto Vieusseux era il polo di incontro per i liberali, ma, a differenza di quanto avveniva nella dimora di Ortensia a Roma, aveva una funzione più letteraria che politica. Anche Cristina si diede a una vita gaia e brillante, mostrando le proprie doti di attrice (interpretò Shakespeare e Sheridan con la colonia inglese) e organizzando balli.

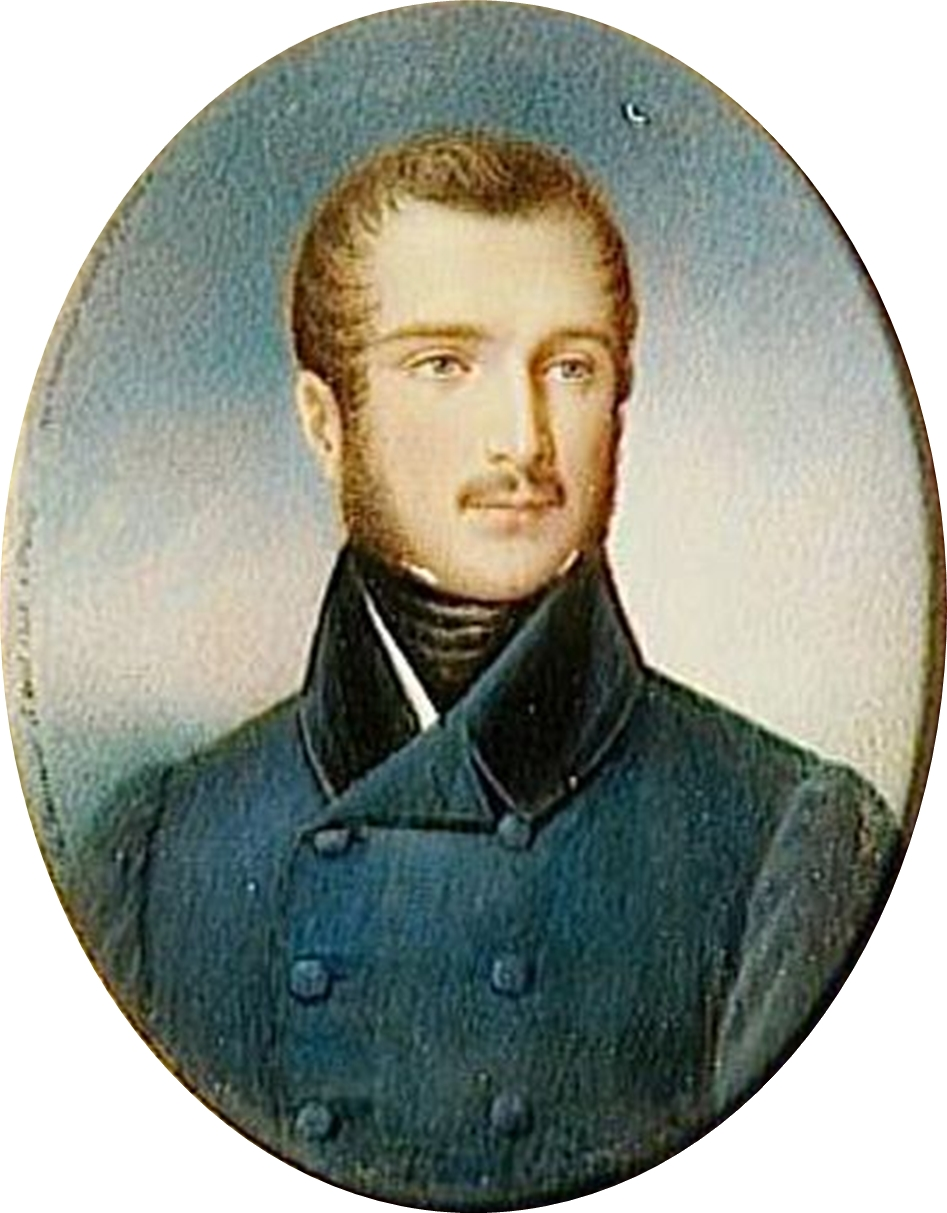
Napoleone Luigi Bonaparte

Ebbe modo di conoscere anche il figlio maggiore di Ortensia, quel Napoleone Luigi che morirà prematuramente, e Edmond d'Alton-Shée, il quale si accingeva a diventare il confidente del principe di Belgiojoso. Shée ricorderà così il primo incontro con la donna, avvenuto nel corso di un ballo: «Tra quelle donne bellissime ed elegantissime, mi colpì l'apparizione di una bellezza strana. La sua veste rossa e nera era semplice e insolita; i bei capelli neri, ondulati di natura e disadorni [...] Mentre la perfezione del naso, il sorriso malizioso e l'attrattiva della fossetta nel mento rivelavano grazia femminile in tutto il suo fascino». Successivamente Cristina attraversò varie città della Svizzera, da Ginevra a Lugano.
Quando, nel marzo 1830, l'ambasciatore austriaco rinnovò il passaporto alla principessa, questa decise di recarsi in Svizzera con un duplice obiettivo: aiutare gli esuli politici con cui era entrata in contatto a Firenze e sottoporsi alle cure di uno dei medici più stimati del tempo, Jacob d'Espine. Ai primi di maggio la Belgiojoso arrivò dunque a Ginevra, ma vi rimase poco tempo. Il dottore le consigliò di passare un periodo nel paesino di Carqueiranne, vicino a Hyères in Provenza, dove avrebbe potuto beneficiare di un clima particolarmente mite. Cristina accettò, ma volle prima recarsi a Lugano per rivedere la madre ed Ernesta Bisi. La destinazione era situata in un punto geograficamente favorevole per l'incontro, trovandosi a pochi chilometri dalla villa di famiglia nel comasco. La principessa a luglio era a Berna, ed ottenne senza intralci un rinnovo del passaporto, mentre anche Torresani, dall'altra parte, accordò il visto a Vittoria ed Ernesta, che poterono anche essere accompagnate da alcune delle loro figlie. A Lugano si ritrovarono tutti insieme nella fugacità di una giornata.

### Fuga in Francia
Nonostante quanto si è detto, con la dovuta cautela, il governo di Vienna le metteva di continuo i bastoni fra le ruote e la sorvegliava. Torresani diventò d'improvviso il suo persecutore: negli anni successivi continuerà a sostenere che Cristina era espatriata illegalmente e doveva tornare entro i confini austriaci. Il temuto capo della polizia, probabilmente, voleva vendicarsi di essere stato aggirato quando, abbandonando il Lombardo-Veneto, la principessa aveva astutamente fatto ricorso a Strassoldo. Ora che il governatore era morto (venendo sostituito da Franz von Hartig), poteva dare libero sfogo al proprio risentimento.
In ottobre si trovava a Lugano, di passaggio, il delegato provinciale di Como, Fermo Terzi. Terzi ricevette l'ordine di recarsi dalla donna per comunicarle che il passaporto era scaduto e che di conseguenza aveva l'obbligo di rientrare a Milano entro otto giorni, ma Cristina mostrò il documento valido, costringendo il delegato a recedere e prendere tempo. La Belgiojoso aveva avvertito immediatamente il pericolo, e due giorni dopo riparò a Genova, dove entrò in contatto con Enrico Misley.

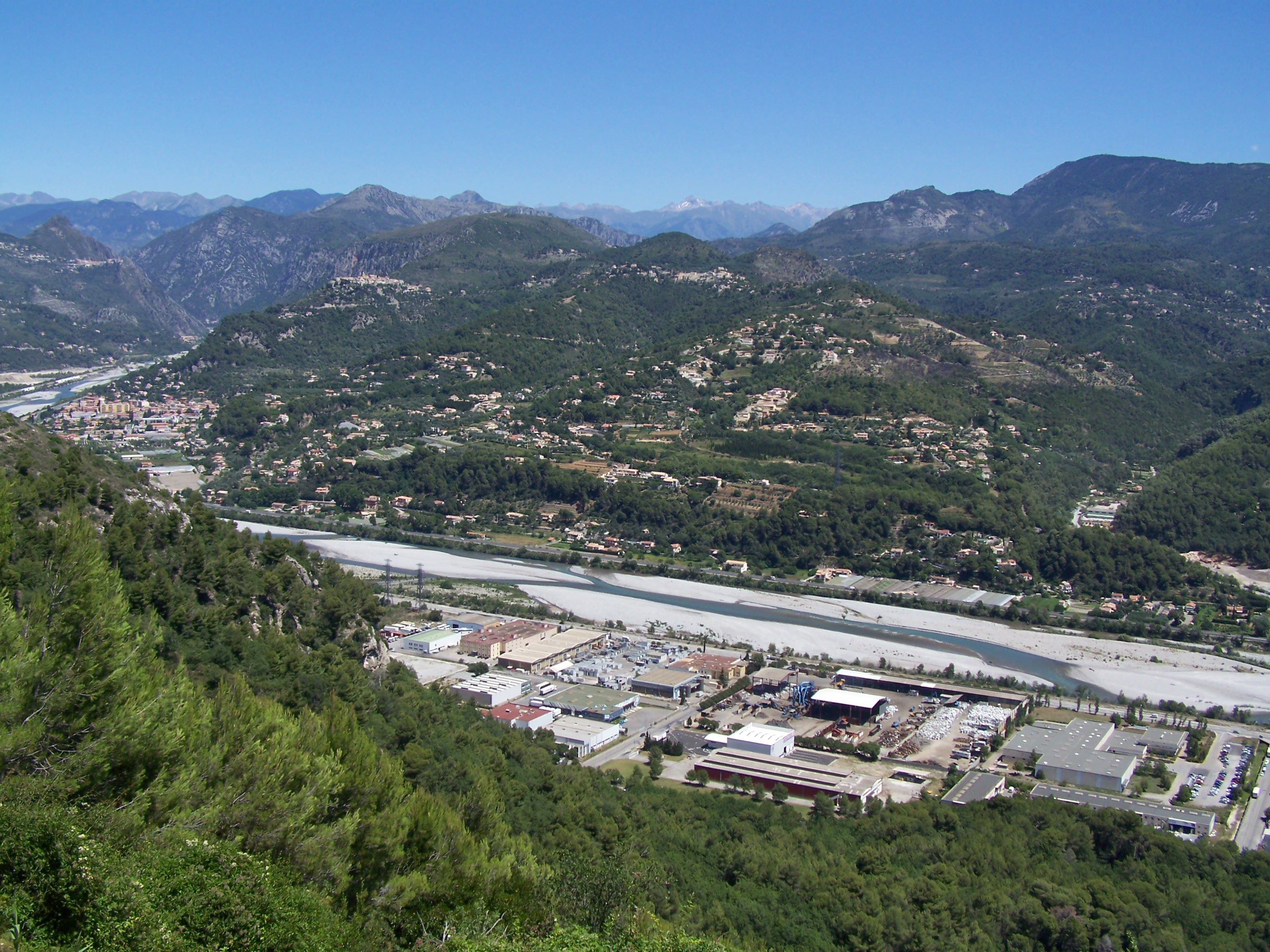
La valle del Varo

A questo punto Torresani diede ordine di intensificare la sorveglianza e di non lasciarla uscire per nessun motivo dalla città. Cristina corse ai ripari, comprendendo la criticità della situazione. Dopo aver tentato senza successo di procurarsi un visto per raggiungere Nizza, fu l'entrata in scena di Barnaba Borlasca a risolvere in maniera positiva e rocambolesca il difficile momento. Il notaio si recò dalla principessa il 17 novembre, e insieme a lei lasciò l'abitazione da un'uscita secondaria, non presidiata dalla polizia. I due guadagnarono la casa di Bianca Milesi, dopo di che Borlasca fece perdere le proprie tracce. La sera, la Trivulzio fu scortata in carrozza fino a Nizza. Giunta sulla riva piemontese del Varo, riuscì a completare la fuga grazie alla complicità di un parente di Borlasca e di Daideri, un liberale avvocato nizzardo.
È sicuro in ogni caso, che lei si sia poi trovata in Provenza sola e senza contatti. Più avanti, inoltre, dopo che Cristina si sarà stabilita a Parigi (fine marzo 1831), i suoi averi verranno messi sotto sequestro dalla polizia austriaca e per molto tempo la Trivulzio non potrà attingere al suo patrimonio. L'ultima liquidità era stata infatti impegnata per pagare i debiti del marito, in cambio della sua libertà.
Si ritrovò sola ed ospite di amici nel paesino di Carqueiranne. Qui entrò in scena un nuovo amico, tale Pietro Bolognini detto "il Bianchi", ex notaio di Reggio Emilia, a cui le spie austriache assegnarono subito (ad arte) il ruolo di amante.

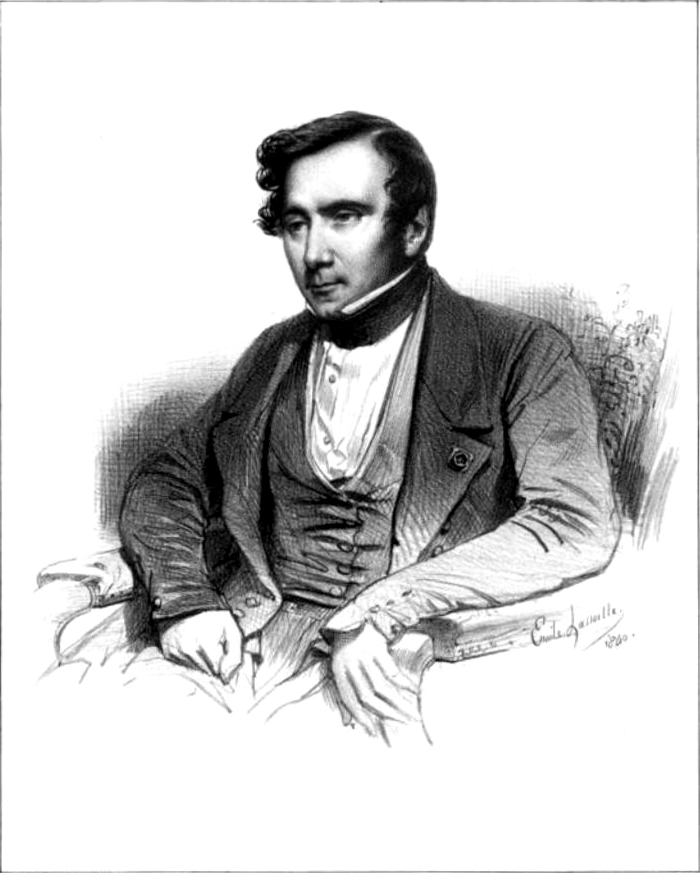
Augustin Thierry

In Provenza conobbe Augustin Thierry, uno storico divenuto da poco tempo cieco, che le sarà amico fino alla morte. La loro rimarrà un'unione intellettuale: forte sarà l'influenza del pensiero di Thierry nell'animo di Cristina soprattutto a livello filosofico. Thierry farà conoscere alla principessa le idee di Saint-Simon, di cui era un convinto seguace. Dopo il soggiorno nella cittadina provenzale, la Belgiojoso fu a Marsiglia e a Lione.
Intanto Cristina cominciava a dedicarsi più da vicino alla causa italiana, giocando un ruolo di rilievo nella spedizione in Savoia del febbraio 1834, come emerge da una lettera a Emilio Barbiano, con cui la corrispondenza non cessò mai e si mantenne sempre su toni affettuosi: «Parte dei fondi per questa spedizione vennero da me. Il mio nome sta sulle cambiali [...] Ricamai palesemente una bandiera [...] insomma mi condussi come una persona decisa a non riporsi sotto gli artigli austriaci». Cristina firmò delle cambiali per uno studente piemontese, Pietro Fasanini, il quale le girò a Carlo Pisani Dossi (nonno paterno di Carlo Dossi), uno dei capi della spedizione.

### Arrivo a Parigi

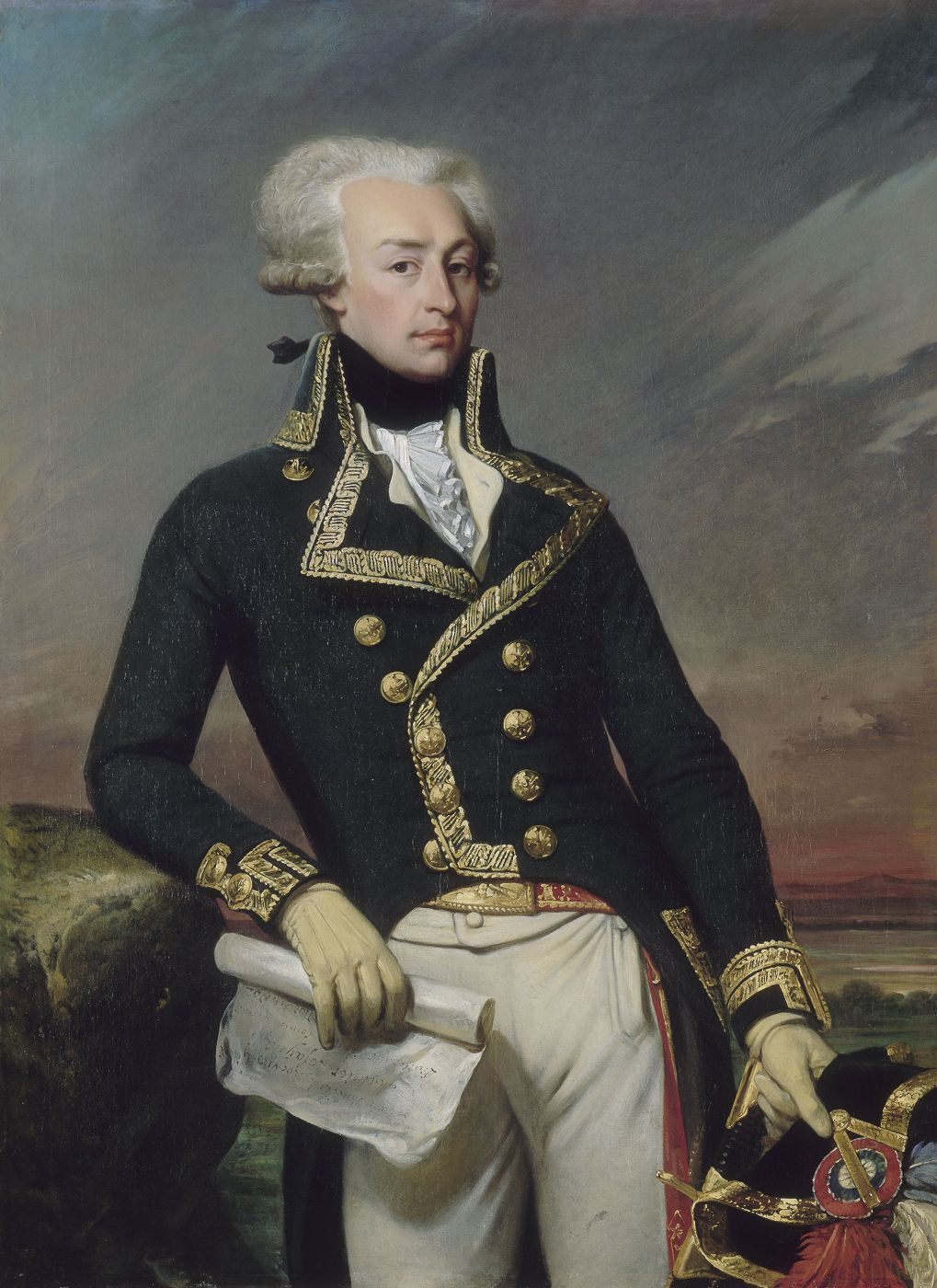
Ritratto del marchese Gilbert du Motier de La Fayette di Joseph-Désiré Court, 1834, Reggia di Versailles

L'impatto iniziale con la Francia le riservò tuttavia una forte delusione: la principessa nutriva molta fiducia nel sostegno dei transalpini alla sua terra d'origine. Gli eventi sembravano andare in questo senso, soprattutto grazie agli sforzi prodigati da La Fayette, ma l'insediamento di Casimir Périer come Presidente del Consiglio coincise con un passo indietro: spaventato dalle minacce di Metternich, decise di non intervenire, lasciando in grave difficoltà il generale Zucchi, arrestato ad Ancona assieme a 104 compagni inermi, tra cui il conte Terenzio Mamiani.

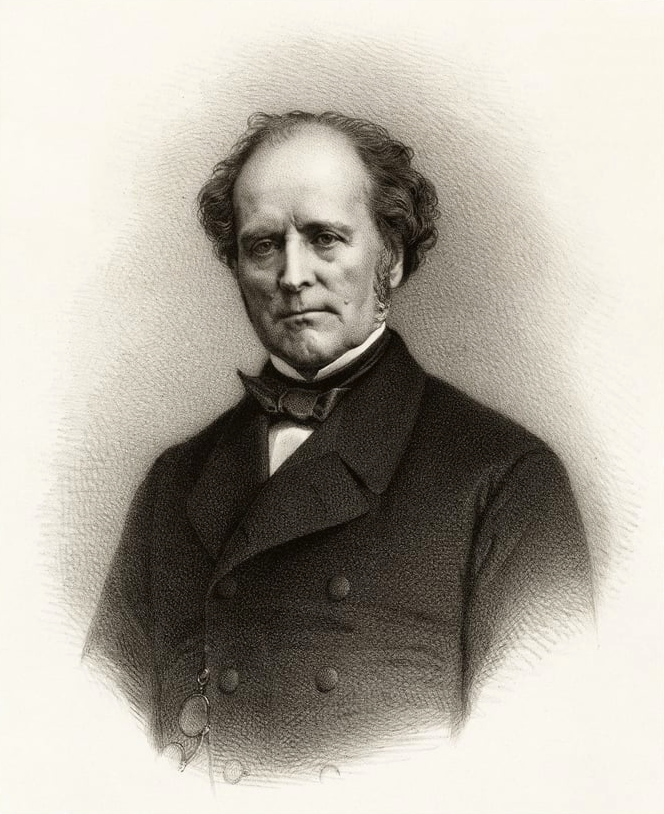
François Mignet

Delusa, Cristina ritornò a Carqueiranne, ma, dopo aver pensato di stabilirsi a Ginevra, su sollecitazione di Thierry optò per Parigi, nella speranza di potervi ricavare informazioni utili alla liberazione del generale. Nella metropoli francese giunse alla fine di marzo assieme a Bolognini, ridotta ormai con poco denaro e senza conoscenze. Portava con sé soltanto una lettera di presentazione che Thierry aveva scritto per François Mignet, che era appena stato nominato Direttore degli Archivi del Ministero degli Affari Esteri. Il 19 aprile Torresani fece emanare un decreto con cui la donna veniva minacciata di morte civile qualora non fosse rientrata nel territorio austriaco entro tre mesi. Il decreto prevedeva «la confisca di tutte le proprietà, al momento dichiarate sotto rigoroso sequestro». La principessa non si perse però d'animo, e preferì subire le conseguenze dell'esilio piuttosto che sottostare alle condizioni imposte dallo Stato la cui dominazione era ormai determinata a combattere con tutte le sue forze. Accettò la povertà e gli stenti: si trovò un appartamentino vicino alla chiesa della Madeleine, al quinto piano del numero civico 7 di rue Neuve-Saint Honoré (oggi rue Vignon).
Si arrangiò con pochi soldi per alcuni mesi. Si cucinò per la prima volta da sola i suoi pasti e si guadagnò da vivere cucendo pizzi e coccarde. Una vita molto diversa da quella a cui era abituata a Milano; eppure quando aveva iniziato quest'avventura, non aveva riflettuto molto prima di agire, anche se sapeva di dover così affrontare tempi difficili. Una principessa che decideva di vivere in mezzo agli stenti suscitava curiosità. Fu come ricevere una seconda educazione, come scoprire cosa significasse essere una donna, oltre che un'aristocratica:
Sarebbe stato semplice recuperare i suoi soldi e vivere negli agi nei suoi palazzi a Locate o a Milano. Le sarebbe bastato star tranquilla e non alzare troppa polvere di fronte al Torresani. Persino il governatore austriaco Hartig ed il Metternich in persona si scambiavano lettere riguardo alla principessa e placavano il loro capo della polizia, che l'avrebbe invece volentieri incarcerata.
Cristina però temeva l'Austria, e aveva paura che un suo ritorno sarebbe coinciso con una monacazione forzata. C'era tuttavia una ragione più importante per rifiutare il rimpatrio: l'orgoglio patriottico, la disponibilità ad accettare la povertà piuttosto che sottostare allo straniero. Con Mignet, assurto a fama di insigne storico grazie alla sua Storia della Rivoluzione francese del 1824, il rapporto fu innanzitutto legato alle sorti dell'Italia. Questi mise la donna in contatto con Adolphe Thiers e con il vecchio generale La Fayette, l'eroe dei due mondi e delle tre rivoluzioni, suscitando in quest'ultimo una sorta di amore senile in cui la fiamma dell'amante e la tenerezza paterna si confondevano. Al generale, la cui lucidità cominciava lentamente a vacillare, chiese anzitutto di intercedere per la liberazione degli italiani catturati ad Ancona, e questi si rivolse a Sébastiani, il Ministro degli Esteri.
La Fayette, però, poteva fare poco, e la Francia si dichiarava favorevole alla causa italiana più con le parole che con i fatti. Anche quando fu noto il sequestro dei beni della principessa, il generale si rivolse a Sébastiani, ma l'intercessione maggiore presso Metternich fu quella del conte Apponyi, ambasciatore imperiale a Parigi. Una sua missiva riuscì a placare parzialmente la persecuzione nei confronti della fuggitiva.
Intanto, La Fayette saliva quotidianamente fino al quinto piano dell'abitazione di Cristina, e insieme si divertivano a cucinare: «Riconoscendo da lontano il rumore del suo bastone, correvo ad aprirgli la porta e l'introducevo nella cucina. Là dentro, maldestri o esperti entrambi allo stesso modo nell'arte culinaria, tenevamo consiglio sul modo di preparare le vivande. [...] Ne risultava una gara di cortesie, in cui finivamo col contenderci il manico della griglia e il posto al fornello». Le premure dell'anziano generale, che oltre a visitarla le scriveva pressoché tutti i giorni, lusingavano Cristina, la quale non tralasciava intanto di cercare dei lavori che le consentissero di sopperire alla sua difficile situazione economica.
Il redattore del Constitutionnel, Alexandre Bouchon, le offrì una collaborazione per il giornale, proponendo a Cristina di scrivere articoli relativi alla questione italiana e di tradurne altri dall'inglese. Conoscendo la passione della principessa per l'arte e per il disegno (la Belgiojoso dipingeva nel contempo porcellane e dava ripetizioni di disegno), le chiese inoltre di fare il bozzetto di tutti i parlamentari francesi, firmandosi La Princesse ruinée (La principessa rovinata).
La donna accettò, nonostante La Fayette si scandalizzasse per la firma suggerita da Bouchon e si preoccupasse per la salute cagionevole della sua protegée, ritenendo troppo faticoso soprattutto ritrarre i parlamentari. In maggio, il vecchio eroe la invitò inoltre nel castello di campagna di La Grange-Bléneau, non lontano dalla città, dove la Trivulzio rimase poco tempo a causa di una caduta da cavallo che la costrinse a tornare a Parigi.
La Fayette apprezzava gli articoli che Cristina licenziava per il giornale così come la dignità della donna, incurante degli stenti e della necessità di mettersi in gioco, ma apparteneva pur sempre a una famiglia dell'aristocrazia e vi era stato educato prima della rivoluzione, per cui mal sopportava che una nobildonna dovesse lavorare per vivere. Per questo non aveva nemmeno la pazienza di attendere un ricavato dalle «ricchezze lombarde, dal vostro milione di cammei, dalla vostra casa in Svizzera, dai vostri lavori di Parigi», e la invitava pertanto a rivolgersi presso un notaio, da cui con facilità sarebbe riuscita a ottenere un prestito che avrebbe potuto restituire con tranquillità.
Non è noto se Cristina si sia avvalsa del consiglio dell'amico, ma certamente le sue condizioni finanziarie migliorarono considerevolmente nel corso dell'estate. Una lettera inviata a Emilio Barbiano, a fine agosto, testimoniava una notevole ripresa economica.
Il 1º ottobre, a ulteriore conferma di migliori disponibilità pecuniarie, propose al marito, che intendeva stabilirsi a Parigi, di condividere la nuova (e molto meno modesta) abitazione di rue d'Anjou, ancora nei pressi di Place de la Madeleine, fermo restando che «avremo due entrate separate ed i nostri appartamenti non hanno comunicazioni all'interno». La principessa non nascondeva una certa preoccupazione per le voci malevole che avrebbero frainteso il senso della convivenza, ma dimostra con i toni amichevoli della missiva come il rapporto con il coniuge fosse rimasto buono, e come i due cercassero di aiutarsi a vicenda.
In effetti i pettegolezzi avevano cominciato sin dall'inizio ad aleggiare attorno alla principessa: tra amanti respinti, salute fragile che la costringeva sovente a letto, rovina economica e malignità circa la vicinanza del marito era facile avanzare le più variegate ipotesi. È rimasta celebre, più delle altre, la caricatura del marchese di Floranges, nome d'arte di Jacques Boulenger. Lo scrittore fece un resoconto volutamente fallace dell'esperienza avuta nella dimora della donna (Boulenger si riferisce ancora all'appartamentino di Rue Neuve-Saint Honoré). Dopo aver ironizzato sul pallore e la magrezza di Cristina, la cui fama è oggi dovuta fondamentalmente alla tela di Henri Lehmann, Floranges si divertì a ritrarre le stanze della casa in uno stile da romanzo gotico, e concludeva aggiungendo ulteriori cattiverie gratuite, che possono essere prese come summa delle critiche che una parte della società parigina muoveva alla Belgiojoso: «Non contenta di cospirare, di essere bella, di saper suonare la chitarra, di difendersi con un pugnale, di dipingere ventagli e di far sapere a tutta Parigi che l'asma la stava perseguitando essa leggeva l'ebraico e scriveva un libro».

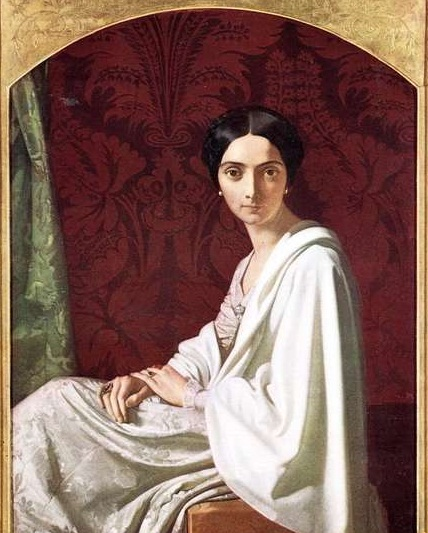
Cristina Trivulzio Belgiojoso ritratta da Henri Lehmann

Cristina aveva ben altro per la testa: non sapeva l'ebraico e intraprese solo più avanti l'attività di scrittrice. Tra l'impegno patriottico e i vari problemi rimaneva ben poco tempo per la cura della casa e la vita mondana. Per comprendere come la principessa vivesse nel primo anno parigino pare più affidabile la relazione di una spia austriaca che, dopo aver raccolto le considerazioni del patriota ferrarese Giuseppe Ragni, dipinse un'esistenza piuttosto ritirata, lontana dai teatri ma legata alle sedute della Camera, frequentate assiduamente, e un giro di amicizie alquanto ristretto.
Trasferitasi quindi in rue d'Anjou, una traversa del Faubourg St. Honoré, organizzò uno di quei salotti dell'aristocrazia, dove riuniva esiliati italiani e borghesia europea. Aldobrandino Malvezzi ricorda come tra l'autunno del 1831 e il dicembre 1834 Cristina ricevesse anche gli aiuti della madre, che le avrebbe prestato 27.000 lire austriache, poi restituite. Il superamento completo delle difficoltà finanziarie si compì gradatamente tra il 1831 e il 1835. Oltre a quanto detto, e oltre alla decisiva mediazione dell'avvocato Giuseppe Poerio, si rivelò decisiva una misura austriaca del 1832, con cui si concedeva ai sudditi che non potessero rimpatriare, previo accordo con le ambasciate locali, la possibilità di rimanere all'estero. Poerio e Apponyi si mobilitarono quindi perché Cristina potesse beneficiare del provvedimento, ma Metternich accettò solo in parte le loro richieste, acconsentendo a girarle gli alimenti finché fossero persistiti i problemi di salute. Il 23 aprile dell'anno successivo la Belgiojoso riceva 50 000 lire austriache a titolo di alimenti, e tra il 1834 e il 1835 la situazione migliorò definitivamente, prima con l'ottenimento di un passaporto e poi con il dissequestro dei beni, con cui la principessa regolarizzava la permanenza parigina.

### Anni parigini

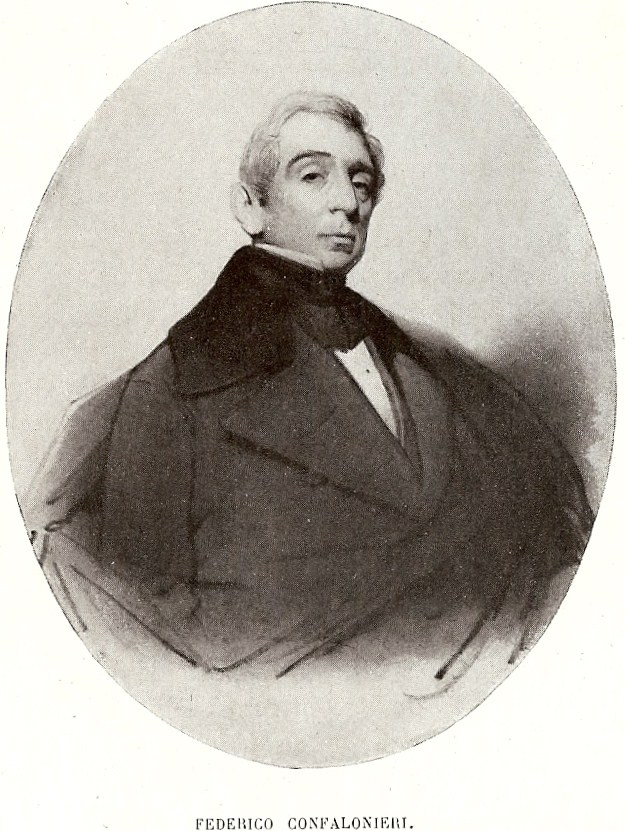
Il patriota Federico Confalonieri

Intanto, con la liberazione dei prigionieri catturati ad Ancona, avvenuta il 1º giugno 1832, Cristina attenuò per un periodo l'impegno patriottico, pur intercedendo presso La Fayette per gli italiani detenuti allo Spielberg, con una particolare attenzione per la sorte di Federico Confalonieri.
Cristina era fisicamente molto provata; le sofferenze derivanti da una salute cagionevole per natura si erano acuite con le peripezie dell'ultimo periodo italiano e dei primi anni francesi. Quando nel 1832 si recò a Ginevra per incontrare la madre (che vi era venuta in compagnia di Bianca Milesi), questa la trovò «smagrita, imbruttita, invecchiata».
Un altro problema intervenne a turbare la tranquillità della nobildonna: l'astio di una parte degli immigrati italiani presenti in Francia. Una spia austriaca ricordava come la Belgiojoso si prodigò con generosità sin dall'inizio in favore dei suoi connazionali, precisando però che «non tutti le furono riconoscenti, forse nessuno». Il dissidio con Mazzini, di cui non approvava una politica che considerava avventata e cui rifiutò di sovvenzionare la seconda spedizione in Savoia, fu sicuramente alla base di una parte delle discriminazioni subite da Cristina. Lo stesso patriota genovese la accusò, in una lettera a Giuditta Sidoli, di essere «al meglio con l'Austria».

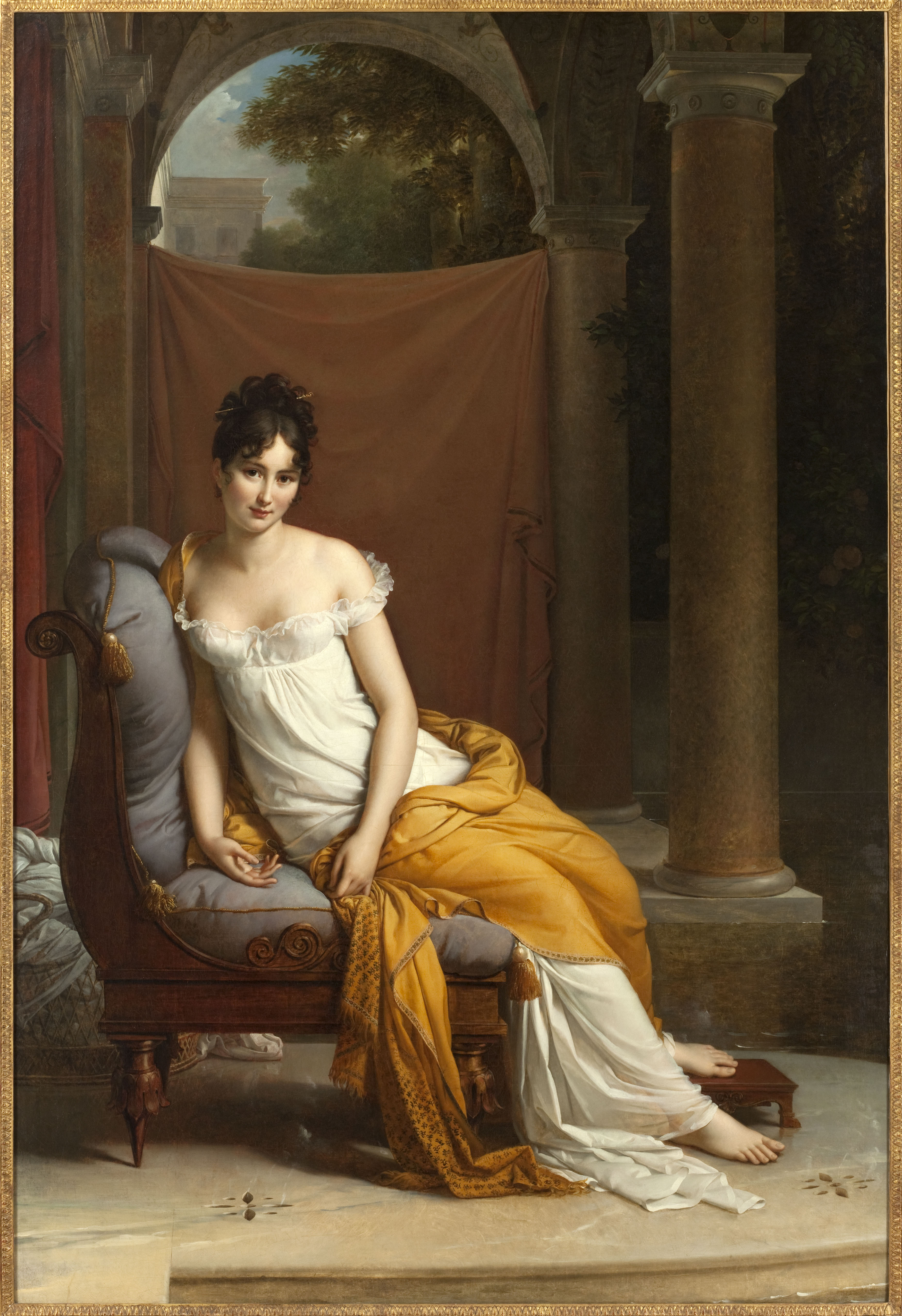
F. Gérard: Juliette Récamier

Si aggiunga l'invidia di alcune dame italiane che non godevano a Parigi della stessa fama, come la marchesa Margherita di Collegno, e l'avversione di parte degli immigrati può dirsi pressoché spiegata. Cristina si consolava con il proprio salotto, in cui convenivano le più illustri ed eminenti personalità del tempo. Per essere iniziata a questa società, aveva dovuto però necessariamente superare l'esame di un altro salotto, quello di Juliette Récamier, una sorta di oasi fuori dal tempo, «dove i grandi signori e le grandi dame si improvvisavano poeti e letterati ... dove se si fosse osato coniare delle nuove parole, tali parole nuove sarebbero entrate senza difficoltà nel dizionario dell'Accademia».
Inizialmente, tuttavia, la donna dovette confrontarsi con la freddezza del visconte di Chateaubriand, l'amante di Juliette, e la dama francese provò a far superare l'ostilità chiedendo alla principessa cosa pensasse delle celebri letture delle Memorie d'oltretomba che si svolgevano all'Abbaye-aux-Bois (il palazzo della Récamier), aspettandosi un complimento che scongelasse i rapporti con l'autore di René e Atala. La Belgiojoso era incapace di mentire e fuggiva ogni smanceria: così, non ebbe paura di rivelare all'amica come quelle letture l'annoiassero a morte, suscitando nella Récamier un sospiro di rassegnazione.
Poi, d'improvviso l'atteggiamento del visconte mutò radicalmente. Salutandolo una sera, la Trivulzio, anziché ricevere l'abituale freddo gesto che un pur minimo rispetto delle convenzioni obbligava Chateaubriand a fare, vide il volto dell'uomo illuminarsi. «La fronte di René si è schiarita; sul volto tutto sorride, occhi, bocca e fronte, e questo sorriso luminoso è rivolto a me insieme con un piccolo cenno col quale mi invita a sedergli accanto». Il misterioso voltafaccia rimase inspiegato, ma si rivelò definitivo. Da quel momento il visconte intrattenne sempre con Cristina una conversazione amichevole e gentile, e la principessa diventò amica intima della coppia, tanto da essere (facendo morire d'invidia le altre nobildonne) l'unica persona esterna ammessa all'Abbaye tra le tre e le quattro del pomeriggio, orario in cui i due prendevano il tè.
I primi anni parigini sono segnati anche dalla partecipazione di Cristina alle riunioni dei sansimoniani, una dottrina tecnocratica ante litteram che poneva il progresso e la produzione alla base dell'evoluzione sociale. Gli adepti percepivano questa filosofia come una vera e propria religione. La Belgiojoso si recava agli incontri generalmente accompagnata da uno degli amici più cari tra gli immigrati, Piero Maroncelli. Tuttavia, la nobildonna non condivideva l'entusiasmo diffuso che portava gli uomini a indossare stivaloni e guanti neri e le donne una tunica bianca e una minigonna, in conviti che si venavano così di una sorta di sacralità. Le missive ad Emilio Belgiojoso e il carteggio con Maroncelli mostrano tutto il suo scetticismo, e lasciano piuttosto immaginare che i sansimoniani la attraessero perché ponevano la donna sullo stesso piano dell'uomo e rivendicavano per il sesso femminile pari diritti in società.
Interesse anche maggiore suscitarono in lei le idee professate nel mondo del liberalismo cattolico, tra i seguaci di Lamennais e Lacordaire. Particolare affinità instaurò con il pensiero dell'abate Pierre-Louis Coeur, docente alla Sorbona e fervente sostenitore della necessità, per la Chiesa, di affrancarsi dai retaggi del passato e di abbracciare il progresso sociale, stando al passo con i tempi. L'abate non mancava, inoltre, di denunciare le ingiustizie commesse dalla Chiesa e il suo controverso rapporto con il potere, che l'aveva portata a dimenticare i poveri e gli emarginati, venendo così a toccare una questione che fu sempre cara alla principessa. Nel 1843 Cavour, dopo aver assistito alle sue lezioni, lo descrisse in termini entusiastici all'amico Pietro De Rossi Di Santarosa.
Cristina e l'abate si conobbero nel 1834, anche se l'amicizia divenne più stretta negli ultimi anni del decennio, quando la corrispondenza epistolare tra i due si fece più fitta, e il sacerdote, deluso e stanco nel constatare come il rinnovamento auspicato non si realizzasse, si lasciò andare al dispiacere per il mondo frivolo – clericale e non – che lo circondava (e che naturalmente inventò una relazione amorosa tra Coeur e la Belgiojoso), conscio di trovare nella nobildonna un animo ricettivo, identificando nel «suo inesauribile fondo di grandezza» come un «mistero divino».
Nei dieci anni parigini Cristina continuò a contribuire alla causa italiana, cercando di influenzare i potenti, scrivendo articoli e diventando addirittura editore di giornali politici, quando non trovava altri editori disposti a pubblicare suoi scritti giudicandoli pericolosi.
A lei continueranno ad arrivare richieste di finanziamenti per fini patriottici, e lei cercherà di distribuirne tantissimi, in modo da aiutare i poveri esuli italiani, di cui lei era ormai diventata la referente parigina, e investendo in sommosse o addirittura organizzando movimenti di armi per i "ribelli" italiani. Nel 1834, ad esempio, donò 30 000 lire (su un suo budget complessivo di centomila) per finanziare il colpo di mano mazziniano nel Regno di Sardegna. Per l'occasione, la nobildonna aveva persino ricamato con le proprie mani le bandiere degli insorti.
Nella società francese degli anni Trenta, però, Cristina si fece notare soprattutto per il proprio salotto, uno dei più frequentati e importanti dell'epoca.

### Salotto parigino di Cristina

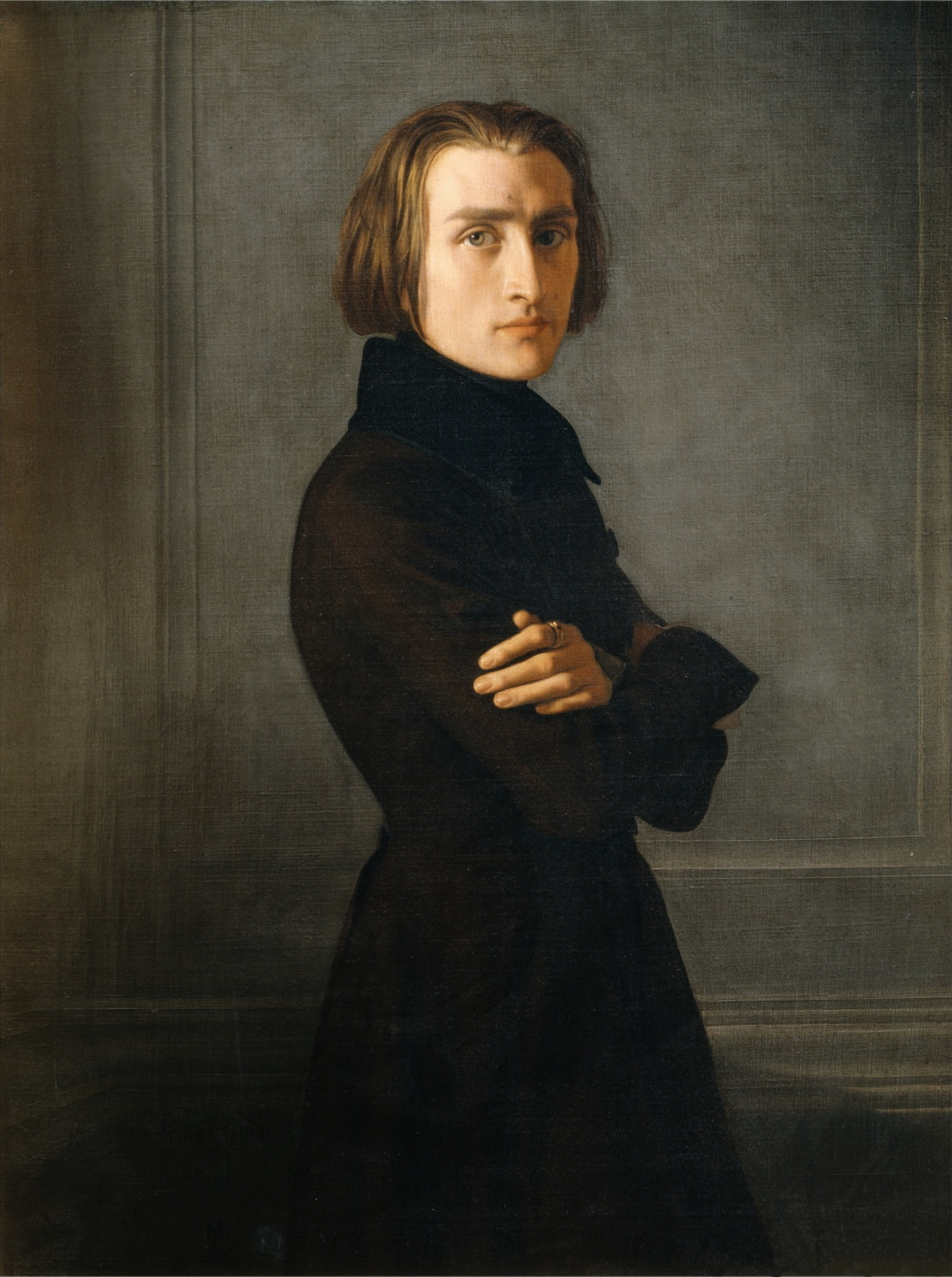
Henri Lehmann, Franz Liszt

Il salotto di Cristina, in rue d'Anjou, non tardò a divenire luogo di incontro per grandi artisti, affascinati dall'intelligenza e dalla competenza della padrona di casa, che era in grado di sostenere qualsiasi conversazione. Uno dei primi habitué fu il compositore catanese Vincenzo Bellini, che era solito discorrere con Heine o suonare i propri pezzi al pianoforte. La conoscenza con Bellini era stata favorita dalla madre di Cristina, il cui uomo, il catanese conte di Sant'Antonio, era compaesano del musicista. L'autore della Norma, sognatore e amato dalle dame dell'alta società, rimase incantato dalla finezza della principessa, e lei a sua volta conservò sempre di Bellini un ottimo ricordo.
Liszt provava per la Trivulzio una grande attrazione, suscitando le gelosie di Marie d'Agoult (probabilmente gelosa anche per la rivalità che il salotto di Cristina rappresentava per il suo, visto che molti ospiti li frequentavano entrambi) ma Cristina manteneva sempre una certa distanza con gli ospiti, prediligendo un'unione intellettuale. Nutriva per il compositore ungherese un'assoluta venerazione artistica. «Non è egli tanto simpatico? bello? Non suona come nessuno al mondo?», scriveva ad un'entusiasta Ernesta Bisi dopo che la fraterna amica aveva goduto di un concerto privato del compositore su richiesta della stessa Belgiojoso, che aveva pregato Liszt di donare alla pittrice questa gioia nel corso della tournée italiana della fine degli anni Trenta.
Heinrich Heine provò per lei un'ammirazione spirituale, un'attrazione che si traduceva in contemplazione. Era il suo volto a confonderlo, «rubato a qualche quadro del Quattrocento, a qualche affresco della scuola lombarda, forse al vostro Luini o persino alle poesie dell'Ariosto». Cristina viene paragonata, nelle Notti fiorentine, a una Madonna lombarda, per essere poi adombrata in un altro personaggio heiniano, la Diana dell'Atta Troll. Ancora una volta, fu la natura intellettuale del legame a determinare una lunga amicizia.
Ben più insistente e meno contemplativo si dimostrò un viveur quale Alfred de Musset, che conobbe la principessa nel 1833 e pare l'abbia assunta a modello per la commedia I capricci di Marianna, di quello stesso anno. Le profferte dell'autore delle Confessioni di un figlio del secolo, divenute più esplicite dopo che George Sand lo aveva tradito a Venezia con Pietro Pagello, s'infransero contro il muro della ritrosia di Cristina, per nulla interessata ad avventure "leggere", e De Musset vendicò il proprio orgoglio ferito rappresentandola nella poesia Sur une morte (1842).
Particolarmente intenso e controverso il legame con Balzac: di lei, conosciuta sin dall'arrivo a Parigi, sparlava nelle lettere alla futura moglie, la contessa polacca Eveline Hanska, ma ben altri complimenti le riservava nel rapporto diretto e nelle lettere agli amici. È stato ipotizzato, non senza fondamento, che il romanziere fosse uno dei tanti spasimanti delusi, e Cristina divenne una sorta di ossessione tradotta anche in letteratura: qualche somiglianza con la principessa presentano la Fedora de La pelle di zigrino e la Massimilla Doni del romanzo omonimo (1837). A lei, che gli fornirà le lettere di presentazione per il viaggio in Italia, Balzac dedicò inoltre, nel 1846 – a testimonianza di un'amicizia sopravvissuta al tempo –, il Gaudissart II.
Dal canto suo, l'autore che aveva concepito la Commedia umana si premurerà di negare il legame tra Cristina e i suoi personaggi. Si dimostrerà invece convinto di aver trovato nella Trivulzio la fonte d'ispirazione per la Sanseverina stendhaliana della Certosa di Parma, senza persuadere però la nobildonna.
In ogni caso, al di là delle illazioni di Arsène Houssaye che ipotizzava fantasiosamente addirittura un rapporto saffico tra Cristina e George Sand, al di là delle gelosie di Marie d'Agoult o Delphine Gay e al di là di pettegolezzi talora deliranti su presunti amori cercati dalla principessa per appagare la propria frustrazione, vi fu un'unica storia d'amore nel periodo francese della Belgiojoso: quella con François Mignet. Poco incline alla vita frivola e mondana, lo storico amava vivere appartato dalla scena del grand monde. Innamorato, suscitò in Cristina lo stesso sentimento con un rispetto e una discrezione che cozzavano contro le convenzioni sociali fino ad apparire ridicoli. I ruoli erano rovesciati: la donna, cui competevano dolcezza e pazienza, si mostrava in questa relazione virile e intraprendente, caratteristiche che sarebbero dovute competere all'uomo.
Senza soffermarsi ulteriormente a fare un resoconto delle inevitabili maldicenze causate da un atteggiamento incomprensibile per la Parigi del tempo, l'amore tra Cristina e Mignet brilla di luce propria, di autenticità, e nessuno dei due tenta di dissimularlo. Questo amore sincero, difeso solo da pochi intimi, quali Thiers, durò per tutto il decennio, finché un evento lo indirizzò in un senso diverso ma sempre venato da un profondo affetto.

### Nascita di Maria: controversie sulla paternità dell'unica figlia di Cristina

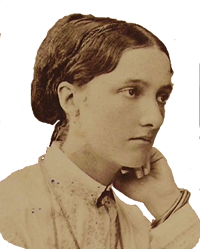
Maria Barbiano di Belgiojoso: foto di A. Sorgato (1860 ca)

Il 23 dicembre 1838 nacque Maria, l'unica figlia della principessa. Per un secolo e mezzo i biografi di Cristina spiegarono l'evento come frutto di un occasionale rapporto con il marito, che la donna continuava a frequentare e che quell'anno viveva a Parigi. Malvezzi e Barbiera si posero su questa linea senza fornire altre spiegazioni. Tuttavia, a partire dal 1971 la critica ha cominciato ad analizzare la vicenda da un punto di vista affatto diverso, fondandosi su documenti epistolari e su considerazioni che hanno messo fortemente in discussione la versione ufficiale. Tra l'aprile e il giugno di quell'anno la storica francese Yvonne Knibiehler licenziò uno studio in cui si sosteneva che il vero padre di Maria fosse François Mignet, la cui madre aveva peraltro lo stesso nome, assai poco diffuso nelle famiglie dell'aristocrazia lombarda.
Il dado era stato lanciato: Beth Archer Brombert convalidò questa ipotesi analizzando vari carteggi dell'epoca e adducendo considerazioni che sancivano la paternità di Mignet, un dato accettato poi – per forza d'inerzia più che per ricerche ulteriori – anche da Luigi Severgnini, Ludovico Incisa, Alberica Trivulzio e gran parte degli studiosi successivi, fino a divenire la teoria prevalente (per quanto anche le conclusioni della Brombert mantengano un carattere personale e manchino di una dimostrazione inconfutabile di quanto asseriscono).
Il fatto è che la nascita della bambina non fu registrata presso gli archivi di Versailles, dove Cristina condusse vita ritirata nei mesi precedenti il parto e in quelli successivi, prima di partire per l'Inghilterra. L'intento sembra dunque quello di mantenere segreta la gravidanza: i carteggi del periodo non vi fanno alcun riferimento, tanto che neppure in una lettera che Federico Confalonieri spedì a un amico, in Italia, il 21 dicembre, vi si trova traccia. Alquanto parca si dimostrerà in seguito la stessa nobildonna, manifestando la propria gioia solo in una lettera inviata tempo dopo a Ernesta Bisi. La corrispondenza di Mignet, invece, è andata misteriosamente distrutta.
Era certamente inaccettabile che la figlia di un'aristocratica fosse illegittima: lo scandalo che ne sarebbe derivato superava i limiti della tollerabilità. Accanto a questo meritano attenzione almeno altre tre considerazioni: Mignet era figlio di un fabbro, e Malvezzi discendeva indirettamente da Maria. Infine, la stessa Maria di Belgiojoso occupò un ruolo rilevante nell'aristocrazia italiana. Tre buoni motivi per mantenere il silenzio circa le sue origini.
Cristina, preoccupata per la dignità della neonata, faceva pressioni su Emilio affinché la legittimasse, ma questi non ne voleva sapere, e accettò solo dietro lauto compenso. Bolognini, il segretario della Trivulzio, si impegnò a tenere la nascita segreta, il che sembra spiegare perché negli anni successivi pretendesse denaro da Mignet e cercasse di estorcerne alla stessa principessa. Non stupisce nemmeno che alcuni abbiano voluto identificare proprio nel Bianchi il padre di Maria, dal momento che costituiva un partito economicamente migliore di Mignet.
Tuttavia, Bianchi si era sposato nel 1837, come testimonia quanto Cristina scrisse a Liszt in data 6 novembre: «Bianchi [...] si è sposato. Sua moglie vive qui [a la Jonchère] con lui». Pare difficile che Cristina tradisse la moglie del segretario sotto il suo naso e altrettanto inspiegabile rimarrebbe la cordialità di Mignet verso la Belgiojoso, lui che si ingelosiva anche di amanti respinti quali Musset e Heine, se davvero l'amante avesse concepito una bimba con un altro uomo.
Infine, è il 1846 quando Cristina scrive a Mignet, in un contesto meno pericoloso: «A proposito di Maria, vi avverto che il suo onomastico era il 15 agosto e non conto a sufficienza sulla sua discrezione per credere che non vi rimprovererà per averla dimenticata». La bambina aveva ormai otto anni, Cristina e Mignet vivevano lontani, eppure a nessun altro uomo furono fatti, né prima né poi, riferimenti così espliciti alla piccola.
Eppure, come spesso avviene, anche questa teoria è solo rimbalzata da un autore all'altro, per cui la sua affidabilità è legata solo a due autori. Le lettere inedite di Cristina a Mignet, invece, rimandano a un'altra paternità: quella del pianista Theodore Döhler, con cui Maria aveva una fortissima somiglianza.

### Ritorno in Lombardia e impegno sociale

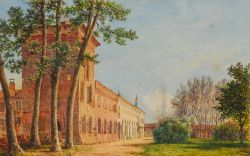
La villa di Locate in un dipinto di Ernesta Legnani Bisi (1840)

Di certo la sua vita subì un'autentica svolta con la nascita della figlia Maria. Negli anni successivi lasciò i salotti ed i ricevimenti per trascorrere alcuni anni in semi-isolamento. Nel 1839 andò alcuni mesi nel Regno Unito con i suoi fratelli e sorelle, e in questa occasione si recò a trovare Luigi Napoleone Bonaparte, il futuro Napoleone III in esilio, riuscendo a strappargli la promessa di operare a favore della causa risorgimentale italiana, una volta acquistato il potere in Francia. Invece, una volta conseguiti i suoi scopi, Luigi Napoleone si sarebbe mostrato molto tiepido per ciò che concerneva l'indipendenza dell'Italia.
Dopo una nuova permanenza a Parigi, il 9 luglio Cristina lasciò la città, assieme alla figlia. Le due sostarono a Bruxelles e nella città termale di Ems, dove passarono un mese in totale tranquillità (anche se la sorveglianza delle spie non venne meno neanche in questa occasione) finché il 4 settembre la principessa tornò in Italia, attraversando il confine presso il valico di Ponte Tresa. Ad accoglierla c'era l'unica amica su cui poteva ancora fare affidamento: Ernesta Bisi. La madre era morta da tre anni.
Il primo impatto con la terra d'origine non fu positivo: l'atmosfera lombarda, nel 1840, era alquanto dimessa. Trasudava rassegnazione e tristezza, l'eco dei moti carbonari era lontano negli anni e nello spirito. La principessa fu delusa anche dall'accoglienza di alcune personalità, in particolare dalla freddezza di Alessandro Manzoni, che la emarginava come peccatrice e arrivò addirittura a negarle la possibilità di recare l'ultimo saluto al capezzale della madre Giulia Beccaria, a cui Cristina era legata da sincera amicizia. Una parziale consolazione venne dal carteggio con Tommaseo, deluso come lei e reso partecipe delle iniziative sociali che presto Cristina intraprenderà.
Subito dopo il rimpatrio la nobildonna andò a vivere nella residenza di famiglia a Locate, desiderosa di un'esistenza tranquilla e lontana dei clamori di una ribalta che esercitava su di lei un fascino sempre minore. Cristina ebbe così modo di rilevare la drammatica situazione dei contadini e dei loro bambini: «I bambini di questo mio paese sono nella più miseranda fra le condizioni umane. La cosiddetta mano d'opera è così ricercata che [...] anche i ragazzi e le ragazze un po' grandi stanno fuori tutto il giorno a lavorare nei campi, e i poveri bambini rimangono abbandonati nelle deserte case», mentre le malattie contratte in mezzo a paludi ed aria malsana falcidiano la popolazione.
Cristina non esitò a spendersi in favore dei poveri del luogo: malgrado le maldicenze e gli scetticismi generali, creò un asilo, riducendo significativamente il tasso di analfabetismo tra i bambini. Spinta dall'amico Tommaseo a continuare, la Belgiojoso aprì anche «una scuola elementare per ragazzi e ragazze, una scuola professionale femminile e una scuola di tecnica agraria maschile, dei laboratori artigianali per pittori, rilegatori, restauratori», lottando inoltre per riportare l'ordine sociale, imponendo la chiusura delle osterie durante le celebrazioni religiose e oltre le nove di sera. Gli episodi di violenza scomparvero così quasi del tutto. Era un'azione umanitaria e sociale a vasto raggio: secondo il modello fourieriano trasformò il suo palazzo in una sorta di falansterio. Una sala della villa divenne uno «scaldatoio» per le madri e i loro piccoli, offrì pasti a basso prezzo, medicine per i malati e doti alle donne prossime all'altare. Cristina avrebbe voluto anche modificare gli insegnamenti religiosi, che riteneva in parte criticabili, ma non procedette in una direzione che avrebbe incontrato notevoli ostacoli.
Cristina capì presto l'importanza di estendere il proprio programma inviando una circolare agli altri proprietari terrieri della Lombardia, nella speranza che avessero cura in particolare degli orfanelli, presenti nella regione «in una proporzione assai maggiore [...] che altrove». Tuttavia, la circolare non riscosse adesioni, e le intenzioni della principessa furono completamente disattese, al punto che invitò il celebre abate Ferrante Aporti a visitare le proprie strutture, ottenendo una valutazione molto positiva. Nemmeno questo fu sufficiente per riuscire ad esportare il modello di Locate, ma il giudizio aportiano e gli sviluppi successivi di questa avventura sociale e umanitaria conferiranno al lavoro della Belgiojoso un'importanza non trascurabile, tanto più che arrivò ad organizzare associazioni fra lavoratori, anticipando il sindacalismo.
Nel frattempo non era cessato il contatto con gli amici d'oltralpe: Liszt, Musset, Caroline Jaubert intrattenevano con lei un carteggio estremamente fitto. Mignet, invece, lasciò per un anno senza risposta le lettere di Cristina. Poi, tramite un amico, si rifece vivo reintrecciando il rapporto, finché le chiese di recarsi in Francia. La principessa accettò, e nell'estate del 1842 ritrovò, per lo spazio di qualche mese e dopo il ristoro dei bagni di Baden Baden, l'ambiente che non aveva dimenticato, ma che ritrovava con occhi nuovi, sempre più lontana dalle distrazioni mondane.
Nel 1843 ritornò nuovamente a Locate, accolta con tutti gli onori dalla popolazione del luogo. Per alcuni anni passerà una parte dell'anno in Lombardia e una parte in Francia, occupata a dare sviluppi ulteriori al suo impegno sociale e dedita alla stesura di importanti saggi. Nel 1842 aveva pubblicato l'Essai sur la formation du dogme catholique (Saggio sulla formazione del dogma cattolico), cui seguì un lungo e approfondito studio sulla Lombardia, prodromo all'azione politica in favore della causa risorgimentale.
Nel 1844 si aggiunse per Cristina un ulteriore onere: il 10 giugno moriva a Parigi Julie de Quérengal, moglie di Augustin Thierry, lasciando alla Belgiojoso il compito di prendersi cura del filosofo cieco e semi–invalido.

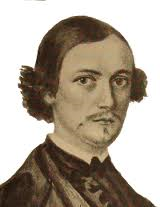
Ernesta Bisi, Gaetano Stelzi

Fu inoltre tempo di nuove conoscenze: a Parigi venne in contatto con l'esule tarantino Giuseppe Massari, che dividerà le proprie frequentazioni tra casa Belgiojoso e il salotto della marchesa Costanza Arconati (e la cui «malaugurata passione» per la Belgiojoso, non ricambiata, lo porterà spesso a parlarne male alle spalle), e con Victor Considerant, personaggio il cui influsso sulle idee della nobildonna sarà alquanto significativo. Conosciuto all'inizio del 1844, il discepolo di Fourier diventò presto un caro amico, come caro e fedele amico sarà Gaetano Stelzi, giovane malato di tisi che aiuterà la Trivulzio nella fervente attività giornalistica degli anni appresso.
L'attività giornalistica diventò in effetti preminente dal 1845 fino alle insurrezioni del 1848. Le prime prese di posizione furono moderate. Quando a Parigi venne fondata la Gazzetta italiana, intenzionata a patrocinare un regno nell'Italia centrale affidato a un discendente di Bonaparte, alcune traversie rischiavano di far già chiudere i battenti della testata, ma Cristina si impegnò finanziariamente per salvarla, accettando la richiesta di aiuto del direttore Marino Falconi. Fu lei a prendere il timone del giornale, andando alla ricerca di collaboratori illustri e scrivendo articoli di suo pugno. La testata si avvalse di firme importanti come quella di Massari e di Pier Silvestro Leopardi, e quando nell'autunno del 1845 la Trivulzio tornò in Italia la Gazzetta si diffuse clandestinamente anche in patria – soprattutto grazie all'impegno di Gaetano Stelzi –, raccogliendo i consensi e i contributi di Giuseppe Montanelli e Angelo Brofferio. Tuttavia, la forte opposizione che i patrioti mazziniani mostrarono in Francia nei confronti della Gazzetta e la severa censura esercitata dagli austriaci in Italia convinsero Cristina ad abbandonare il progetto, ma solo per dare vita a un periodico di più ampio respiro, l'Ausonio, il cui primo numero uscì il 1º marzo 1846.

### Impegno patriottico

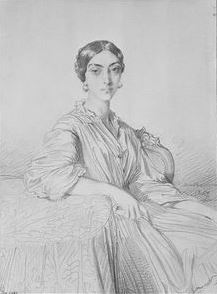
La principessa Cristina di Belgiojoso ritratta da Théodore Chassériau (Petit Palais, Musée des Beaux-arts de la Ville de Paris)

Tornando a Locate, nell'autunno 1845, decise di recarsi alla fortezza di Ham, in Piccardia, per rendere visita a Luigi Napoleone, il futuro Napoleone III, imprigionato in seguito al terzo tentativo di rovesciare Luigi Filippo di Orléans. Cristina confidava di trovare nel figlio di Ortensia di Beauharnais un alleato, qualcuno disposto a spendersi per la liberazione dell'Italia, assodato il disinteresse della monarchia allora al potere.
Continuò anche la sua opera politica cercando di convincere tutti che l'unica soluzione per muoversi verso l'unione italiana era sostenere Carlo Alberto e quindi il prevalere della dinastia dei Savoia. Il suo obiettivo non era una monarchia, ma una repubblica italiana simile a quella francese; tuttavia, se per arrivare alla repubblica bisognava prima unire l'Italia, l'unico mezzo era di appoggiare la monarchia dei Savoia.
Nel 1848, trovandosi a Napoli quando scoppiò l'insurrezione delle cinque giornate di Milano, partì subito per il Nord Italia pagando il viaggio ai circa 200 napoletani che decisero di seguirla, tra gli oltre 10 000 patrioti che si erano assiepati sul molo per augurarle buona fortuna.
Per qualche mese si respirò aria di libertà, ma si svilupparono anche forti discordie interne sulle modalità del proseguimento della lotta antiaustriaca. Pochi mesi dopo, il 6 agosto 1848, gli austriaci entrarono a Milano e lei, come molti altri, fu costretta all'esilio per salvarsi la vita. Si calcola che almeno un terzo degli abitanti di Milano espatriasse prima del ritorno degli austriaci.
Molto amareggiata, la Belgiojoso lasciò Milano il 5 agosto, in compagnia della figlia. La meta era la Francia, l'intento quello di intercedere per un intervento militare del governo transalpino in favore dei patrioti italiani. Dopo aver sostato a Torino raggiunse Grenoble, dove un incontro con il generale Oudinot si rivelò infruttuoso. A Parigi raddoppiò i suoi sforzi, attraverso la stampa, i salotti e i contatti con gli amici francesi di un tempo, come Mignet e Quinet, per convincere il governo, ma non ottenne nulla.
Nel 1849, Cristina Trivulzio di Belgiojoso si ritrovò a Roma, in prima linea, nel corso della battaglia a difesa della Repubblica Romana, durata dal 9 febbraio al 4 luglio. A lei assegnarono l'organizzazione degli ospedali, compito difficile perché mancavano strumenti chirurgici ma che comunque assolse con dedizione e competenza, tanto da poter essere considerata come antesignana di Florence Nightingale.
Anche a Roma il movimento dei patrioti venne represso e per di più proprio con l'aiuto dei francesi sui quali Cristina tanto aveva contato. Sfumata anche questa speranza di libertà e sentendosi tradita dal suo stesso amico Napoleone III, salpò su una nave diretta a Malta. Iniziò così un viaggio che la portò in Grecia per finire in Asia Minore, nella sperduta e desolata valle di Ciaq Maq Oglù, vicino alla odierna Ankara, Turchia. Qui organizzò un'azienda agricola. Da qui inviò articoli e racconti delle sue peripezie orientali ed in tal modo riuscì a raccogliere somme che le consentirono di continuare a vivere per quasi cinque anni. Nel 1855, grazie ad un'amnistia, ottenne dalle autorità austriache il permesso di tornare a Locate.

### Ultimi anni e morte
Nel 1858 morì suo marito Emilio. 
Nel 1861 si costituì finalmente l'Italia unita, da lei tanto desiderata, e poté quindi lasciare la politica con una certa serenità. Da questo momento visse appartata tra Milano, Locate ed il lago di Como. Acquistò una villetta a Blevio dove si trasferì con il Budoz, il servo turco che l'aveva seguita ormai da un decennio e Miss Parker, la governante inglese che aveva vissuto con lei fin dal suo viaggio del 1839 in Inghilterra.
Morì nel 1871, a 63 anni. Aveva sofferto di varie malattie, subito molte peripezie, tra le quali anche un tentativo di omicidio, cosa che le lasciò diverse ferite.
Fu sepolta a Locate di Triulzi, dove la sua tomba si trova tuttora.
In occasione del 140º anniversario della Repubblica Romana, il Consiglio Comunale di Roma, con delibera n. 40 dell'8 febbraio 1989, dedica alla Belgiojoso un viale interno alla villa Doria Pamphilj nel quartiere Gianicolense.

## Nella cultura di massa

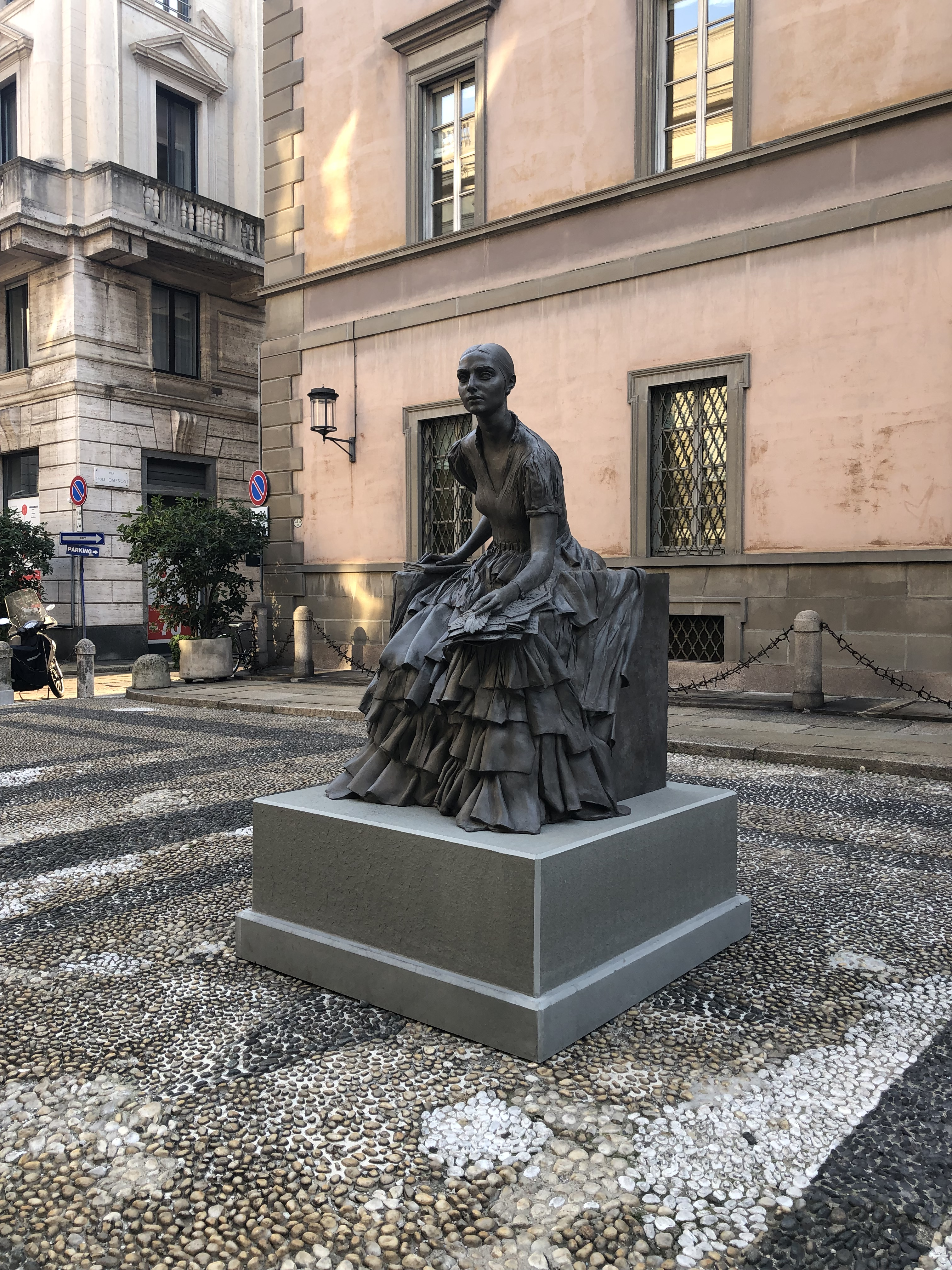
Vista di tre quarti dall'angolo nord del monumento a Cristina Trivulzio di Belgiojoso, opera di Giuseppe Bergomi, in piazzetta Belgioioso a Milano.

- Nel film Noi credevamo (2010), incentrato sulle vicende garibaldine e mazziniane, è interpretata da Francesca Inaudi e Anna Bonaiuto.
- Il 15 settembre 2021, a Milano, le viene dedicata una statua in Piazza Belgioioso, prima statua di Milano dedicata a una donna; è opera di Giuseppe Bergomi.[84]
- Nella miniserie Anita Garibaldi (2012) è interpretata da Francesca Cavallin.
- Nella miniserie Né con te né senza di te (2012) è interpretata da Valeria Milillo.

## Opere
- (FR) Essai sur la formation du dogme catholique, Paris, J. Renouard & C., 1842.
- (FR) La Science Nouvelle par Vico, Paris, J. Renouard & C., 1844.
- (FR) La Science Nouvelle, Vico et ses ouvres, traduite par M.me C. Belgiojoso, Milano, 1844.
- (FR) Etude sur l'histoire de la Lombardie dans les trente dernières années ou les causes du défaut d'energie chez les Lombards, Paris, Jules Laisné, 1846.
- (FR) L'Italie et la révolution italienne de 1848, in La Revue des Deux Mondes, 15 settembre 1848; 1º ottobre 1848; 1º dicembre 1848; 15 gennaio 1849.
- Stato attuale dell'Italia, in L'Ausonio, 1846.
- (FR) Premieres notions d'histoire à l'usage de l'enfance: Histoire Romaine, Paris, 1850.
- (FR) Souvenirs dans l'exil, in Le National, 5 settembre e 12 ottobre 1850.
- (FR) Souvenirs dans l'exil, Milano, Istituto Editoriale italiano, 1946.
- (FR) La vie intime et la vie nomade en Orient, in Revue des Deux Mondes, 1º febbraio 1855; 1º marzo 1855; 1º aprile 1855; 15 settembre 1855.
- (FR) Asie Mineure et Syrie, souvenirs de voyage, Paris, 1858.
- (FR) Récits turques, in Revue des Deux Mondes, 1856-1858. Emina, 1 e 15 febbraio 1856; Un prince curde,15 marzo e 1º aprile 1856; Les deux femmes d'Ismaïl Bey, 1 e 15 luglio 1856; Le Pacha de l'ancien régime, 15 settembre 1856; Un paysan turc, 1 e 15 novembre 1857; Zobeïdeh, 1 e 15 aprile 1858.
- (FR) Scènes de la vie turque: Emina, Un prince kurde; Les deux femmes d'Ismaïl-Bey, Paris, 1858.
- (FR) Rachel, in Revue Deux Mondes, 15 maggio e 1º giugno 1859.
- (FR) Histoire de la Maison de Savoie, Paris, 1860.
- Della presente condizione delle donne e del loro avvenire, in Nuova Antologia, I, 1866.
- Osservazioni sullo stato attuale dell'Italia e sul suo avvenire, Milano, 1868.
- Sulla moderna politica internazionale. Osservazioni, Milano, Vallardi, 1869.
- Della presente condizione delle donne e del loro avvenire, in Leggere Donna, n. 150, gennaio-marzo 2011.

## Traduzioni italiane
- L'Italia e la rivoluzione italiana nel 1848, traduzione di A. Parola, Lugano, Tipografia della Svizzera italiana, 1849.
- La vita intima e la vita nomade in Oriente, Milano, Facchi, s.d..
- La rivoluzione lombarda del 1848, a cura di Antonio Bandini Buti, Milano, Universale Economica, 1949.
- Il 1848 a Milano e Venezia, a cura di S. Bortone, Milano, Feltrinelli, 1977.
- Ricordi dell'esilio (PDF), traduzione e cura di L. Severgnini, Paoline, 1978.
- Vita intima e vita nomade in Oriente, prefazione di G. Cusatelli, traduzione di O. Antoninetti, Pavia-Como, Ibis, 1993.
- Emina, introduzione e cura di M. Scriboni, traduzione di F. Milanese, Ferrara, Tufani, 1997.
- Capi e popolo - Il Quarantotto a Venezia, introduzione e saggio di P. Brunello, Spartaco, 2005.
- Un principe curdo, introduzione e cura di M. Scriboni, traduzione di F. Milanese, Ferrara, Tufani, 1998.
- Le due mogli di Ismail Bey, introduzione e cura di M. Scriboni, traduzione di F. Milanese, Ferrara, Tufani, 2008.
- Politica e Cultura nell'Europa dell'Ottocento, Napoli, Loffredo, 2010.
- Ai suoi concittadini. Parole, in «La prima donna d'Italia». Cristina Trivulzio di Belgiojoso tra politica e giornalismo, a cura di M. Fugazza e K. Rörig, Milano, Franco Angeli Storia, 2010.
- Rachele. Storia lombarda del 1848, Roma, Viella, 2012.
- Lettere a un amico assente, in Leggere Donna, n. 159, aprile-maggio-giugno 2013.
- Una patriota nell'harem: Asia Minore e Siria, a cura di Francesca Allegri, Carmignani, 2014.

## Traduzioni in inglese
- (EN) Oriental Harems and Scenery, translated from the French of the Princess Belgiojoso, New York, Carleton, 1862. È la traduzione di  Asie Mineure et Syrie, souvenirs de voyage, Paris, 1858.